# أحداث شغب وجدة وجرادة
أحداث شغب وجدة وجرادة أو أحداث شغب ضد اليهود 1948 هي أحداث اضطرابات وقعت يومي 7 و8 حزيران عام 1948، في مدينتي وجدة وجرادة الواقعتين في الشمال الشرقي للمملكة المغربية في فترة الحماية الفرنسية على المغرب.
أسفرت تلك الأحداث عن مقتل 43 يهودي وفرنسي واحد هذا مع إصابة نحو 150 آخرون بجروح مُتفاوتة الخُطورة على أيدي المسلمين المحليين.
وقد أكَّد المسؤولين الفرنسيين بأن أعمال الشغب هذه لم تكن مُتوقعة على الإطلاق خاصة في وجدة وجرادة وأن السبب هو الهجرة نفسها وليس عداء المُسلمين لليهود.

## اندلاع أحداث الشغب
ذكر رينيه برونيل المفوض الفرنسي في منطقة وجدة بأن أعمال الشغب بدأت عندما حاول حلاق يهودي العبور إلى الجزائر وهو يحمل معه متفجرات،  وقد كتب برونيل أن الجو كان "محموما" نتيجة للهجرة السرية عبر الحدود لعدد كبير من الشباب الصهاينة من جميع مناطق المغرب محاولين بكل شكل من الأشكال الوصول إلى فلسطين عبر الجزائر." وقد ذكرت وزارة الشؤون الخارجية الفرنسية أن الهجرة اليهودية من وجدة إلى فلسطين شكلت مصدر إزعاج كبيرا للسكان المسلمين المحليين، مشيرا في الوقت نفسه إلى أن السمة التي تطغى في هذه المنطقة القريبة من الحدود الجزائرية هي النظر واعتبار جميع اليهود الذين يغادرون وجدة كمقاتلين من أجل إسرائيل. وقد أشار ألفونس جوان المقيم العام في المغرب إلى أن الهجرة السرية لليهود نحو فلسطين أشعلت الغضب وأثارت فعلا العديد من أفراد الشعب ومن المحرضين.
وقد اقترح أيضا أن أعمال الشغب هذه قد اندلعت قبل خطاب السلطان محمد الخامس في فترة الحرب العربية-الإسرائيلية سنة 1948 والتي هاجم وعادى فيها الصهيونية بشكل صريح، والرغم من ذلك فإن مجموعة من المحللين أكدوا على أن خطاب سلطان تم توجيهه قصد التركيز على ضمان حماية لليهود المغاربة.

## الشغب
بدأت أعمال الشغب في مدينة وجدة، التي كانت في ذلك الوقت محور العبور الرئيسي للصهاينة قصد الهجرة خارج المغرب، وبالنظر إلى قربها من الحدود الجزائرية (الجزائر كانت في ذلك الوقت جزءا من فرنسا متروبوليتان)، فقد تم قتل 5 من اليهود مع إصابة 30 آخرين بجروح وذلك قبل 3 ساعات من وصول الجيش، مما أدى إلى إثارة الغوغاء والشغب في المناطق المجاورة لوجدة خاصة مدينة جرادة التي شهدت عنفا أكبر تسبب في قتل 39 شخص.

## وصلات خارجية
- Mandel، Maud (2014)، Muslims and Jews in France: History of a Conflict، Princeton University Press، ISBN:9781400848584
- ضحايا أعمال الشغب في وجدة وجرادة بتاريخ 7 و8 يونيو 1948